# Asperula tenella
Asperula tenella là một loài thực vật có hoa trong họ Thiến thảo. Loài này được Heuff. ex Degen mô tả khoa học đầu tiên năm 1897.